# St. Georg (Oberpfaffenhofen)

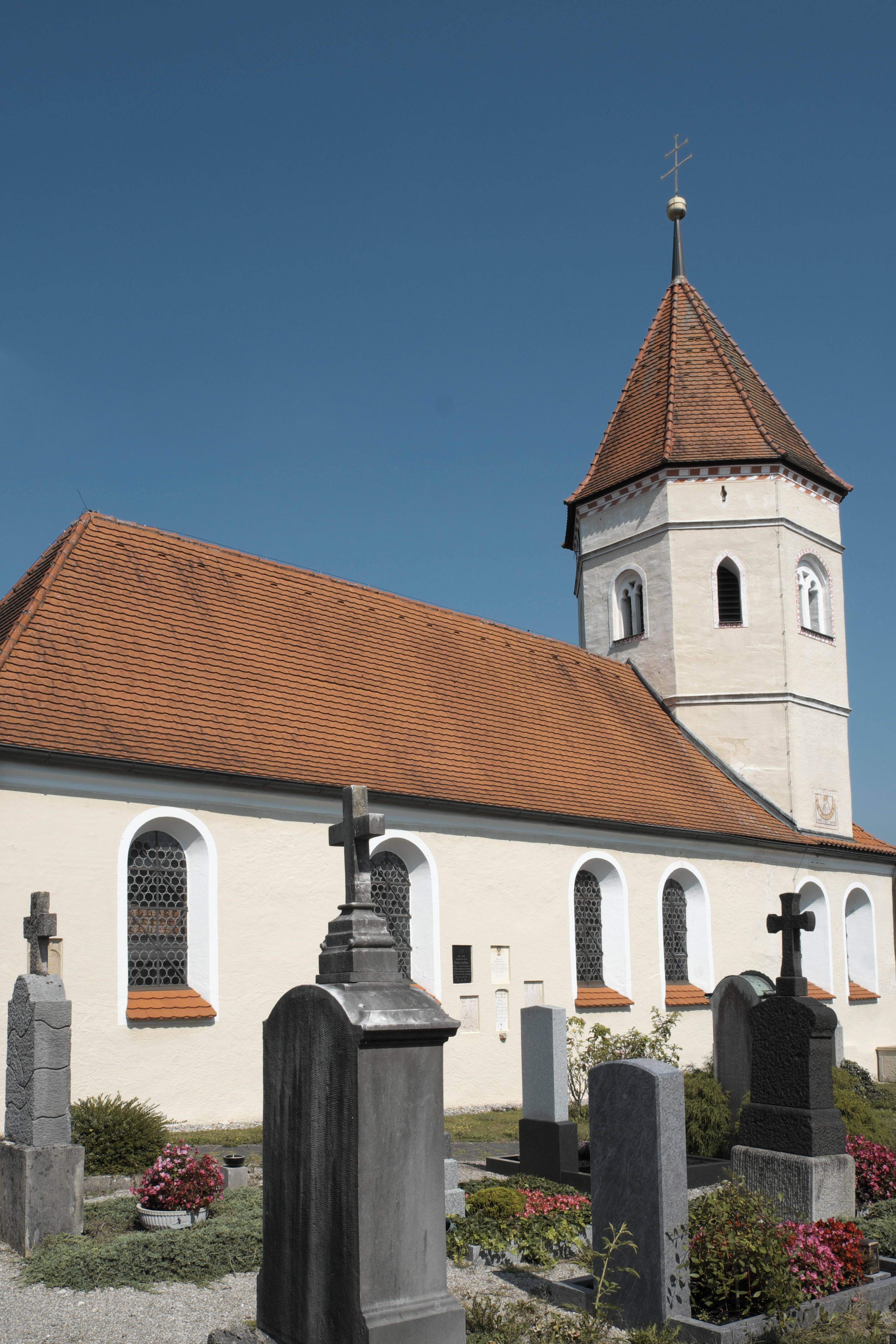
Pfarrkirche St. Georg

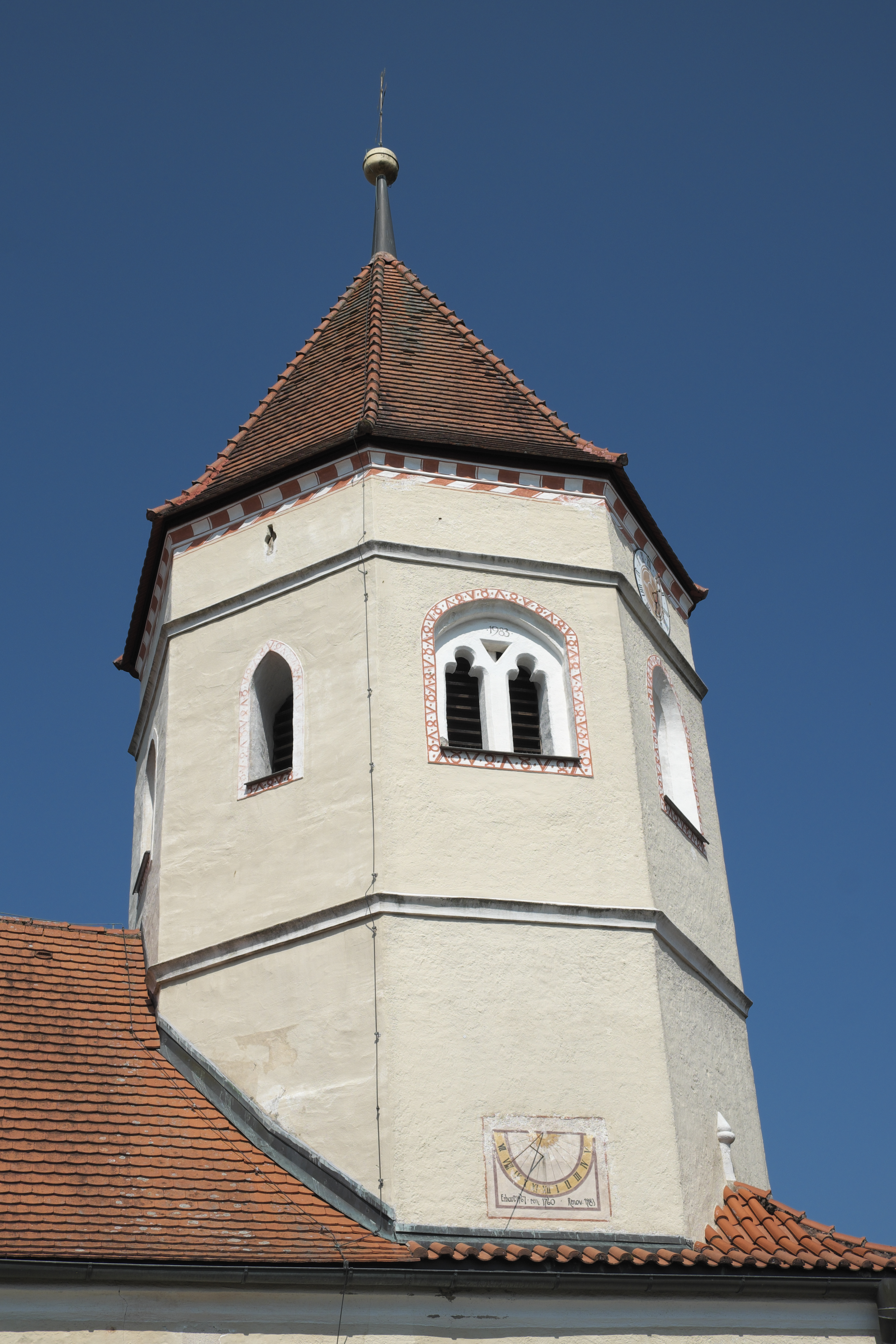
Glockenturm

Die katholische Pfarrkirche St. Georg in Oberpfaffenhofen, einem Ortsteil der Gemeinde Weßling im oberbayerischen Landkreis Starnberg, ist eine spätgotische Chorturmkirche, die in der Mitte des 15. Jahrhunderts errichtet wurde. Sie ist dem heiligen Georg geweiht, der als Märtyrer und als einer der Vierzehn Nothelfer verehrt wird. Die Kirche gehört zu den geschützten Baudenkmälern in Bayern.

## Geschichte
Die Oberpfaffenhofener Kirche wurde um 1455 errichtet. Am Turm war ehemals die Jahreszahl 1467 zu lesen. Um 1760 wurde die Kirche barockisiert und nach Westen erweitert. In den Jahren 1983 bis 1987 fand eine umfassende Renovierung statt.

## Architektur

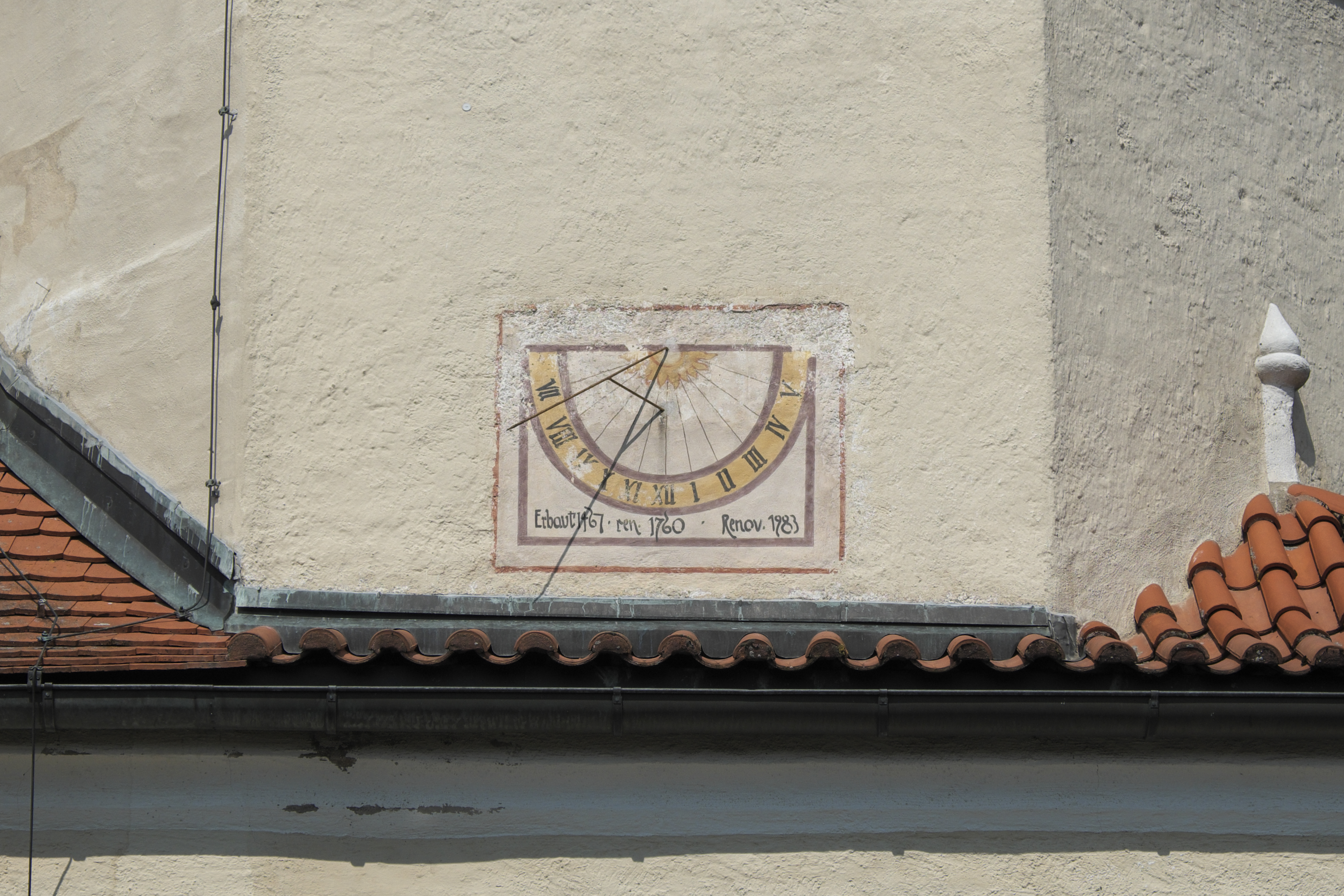
Sonnenuhr

Der mächtige Chorturm besitzt einen oktogonalen Aufbau, der von einem Pyramidendach bekrönt wird. Das Glockengeschoss wird von spitzbogigen, teilweise gekuppelten und von Dreipassbögen gerahmten Klangarkaden durchbrochen. An der Südseite des Turms ist eine Sonnenuhr aufgemalt, darunter steht die Inschrift: „Erbaut 1467 – ren. 1760 – Renov. 1983“. An der Nordseite des Turms ist die Sakristei angebaut.

Das einschiffige Langhaus ist flachgedeckt. Der Chor im Erdgeschoss des Turms besitzt ein Netzrippengewölbe und ist gerade geschlossen.

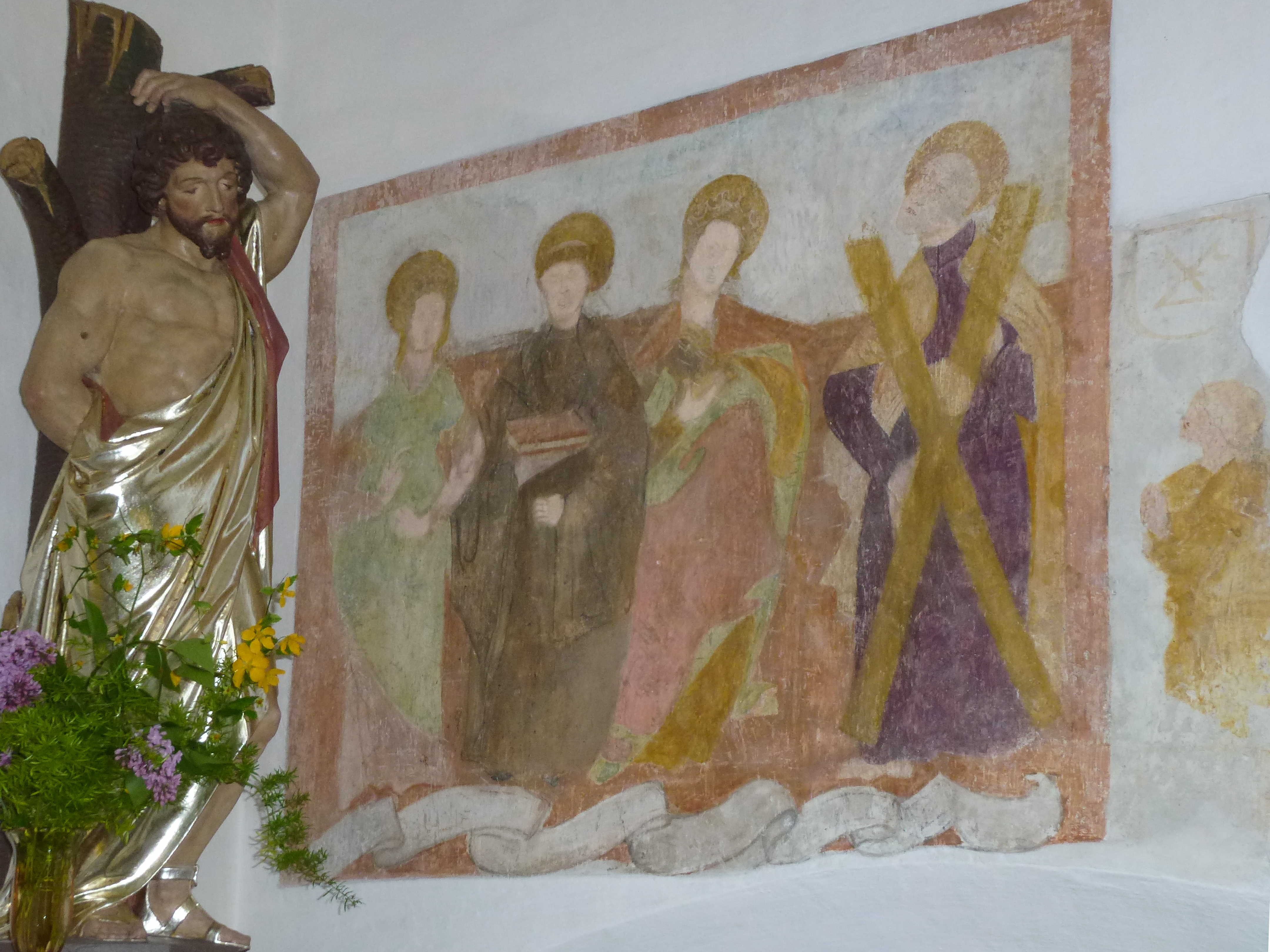
Fresko

## Wandfresko
An der Südseite des Langhauses ist ein Fresko aus der Bauzeit erhalten. Von einem gemalten Rahmen umgeben sind vier Personen dargestellt, unter ihren Füßen verläuft ein Schriftband, deren Inschrift allerdings nicht mehr zu entziffern ist. Das Andreaskreuz, mit dem eine Person dargestellt ist, weist vermutlich auf den gleichnamigen Apostel hin, zwei weitere Personen halten Bücher in den Händen. Auf der rechten Seite, außerhalb des Rahmens, ist eine kleinere, kniende Figur gemalt.

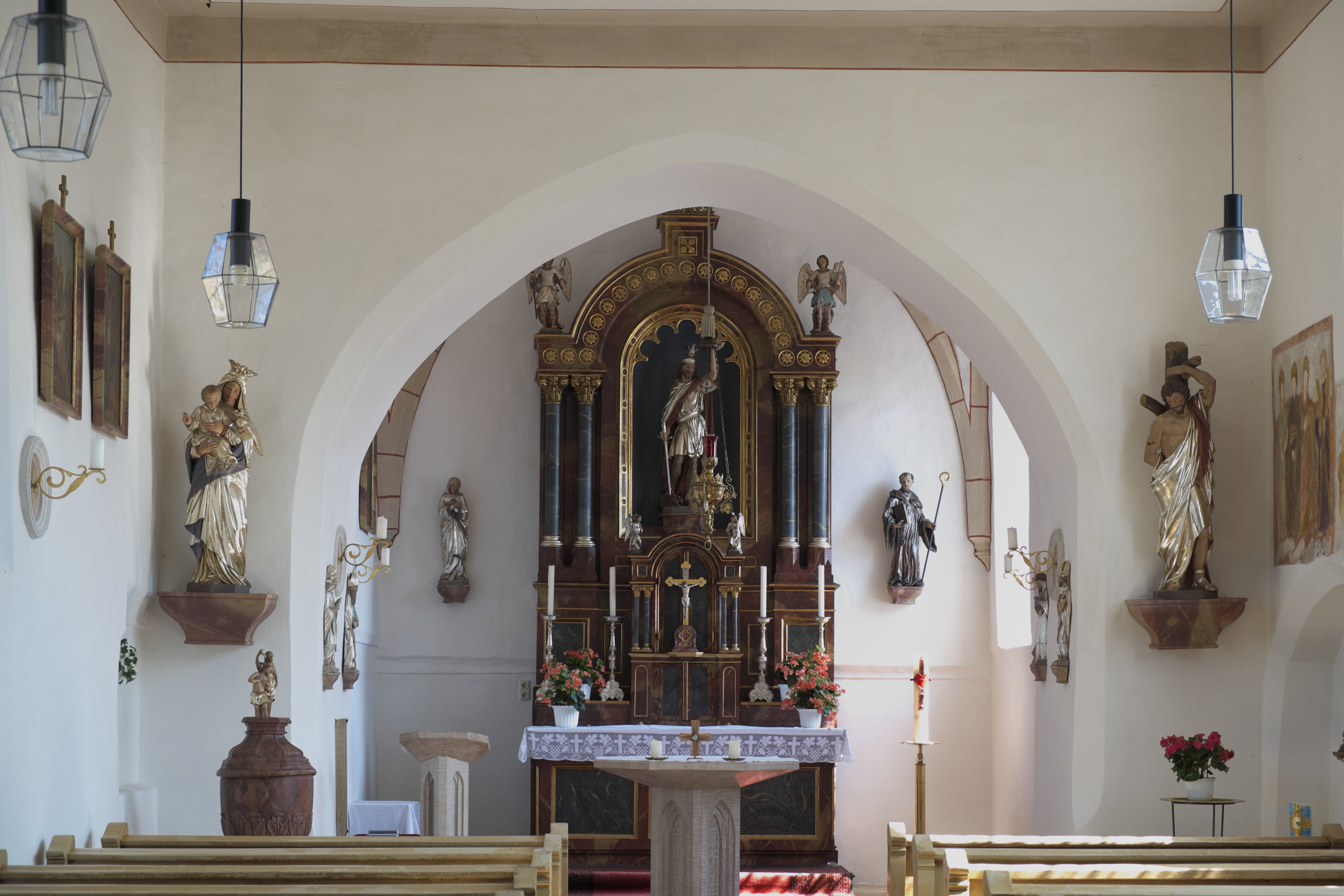
Hochaltar

## Ausstattung
- Das Zentrum des neuromanischen Hochaltars nimmt eine Skulptur des Kirchenpatrons ein, des heiligen Georg, der den Drachen zu seinen Füßen tötet. Links vom Altar sieht man eine Marienfigur, rechts steht der heilige Leonhard mit seinen Attributen, dem Abtsstab, dem Buch und der Kette.
- Am Chorbogen sind die spätgotischen Reliefs der Vier lateinischen Kirchenväter (Gregor der Große, Hieronymus, Augustinus von Hippo und Ambrosius von Mailand), die barock gefasst sind, angebracht.
- Im Oktogon des Turms hängen zwei Bronzeglocken in b1 und des2.[3]